# الذئب وعيون المدينة (مسلسل)
الذئب وعيون المدينة، مسلسل تلفزيوني تراجيدي عراقي، من إنتاج عام 1980.

## أحداث المسلسل
تدور أحداث المسلسل في نهايات القرن التاسع عشر، وتتمحور قصة معظم حلقاته حول صديقين حميمين، سرعان ما تنقلب صداقتهما إلى عداوة قاتلة، بسبب المال ووُقوعهما في حب امرأة واحدة.

## طاقم العمل

### تأليف
- عادل كاظم.[1][3]

### إخراج
- إبراهيم عبد الجليل.[1]
- عمانوئيل رسام.

### ممثلون
- خليل شوقي.[1][4]
- سهام السبتي
- هند كامل.
- سامي عبد الحميد.
- عبد الواحد طه.
- عدنان إبراهيم.
- طعمة التميمي.
- قاسم الملاك.
- سليم البصري.
- مي جمال.
- أزهار حمودي.
- طالب الفراتي.
- منى البصري.
- سلام زهرة.
- محسن العزاوي.
- سمر محمد.
- جعفر السعدي.[5]
- فوزية عارف.
- زهرة الربيعي.
- فاطمة الربيعي.
- صفوة الجراح.
- مجيد فليح.
- فوزي علي حسين.
- عبد الفتاح العزاوي.
- صادق الأطرقجي.
- جمال محمد أمين.
- ربيع عبد القادر.
- حاتم سلمان.
- حسين علي حسين.
- عبد علي اللامي.
- صبحي العزاوي.
- عادل كاظم.
- كاظم فارس.
- يحيى فائق.

### تصوير
- عادل نجرس.[6]
- قاسم يونس.
- عمران حمودي.
- حسن علي.
- جوزيف منصور.

### مراقبة الكاميرات
- صباح ثامر.[6]
- علي محمود.

### إنارة
- كامل داخل.[6]
- هادي بدع.
- حسن عبد الوهاب.

### صوت
- مزاحم برجس.[6]
- أحمد حسن عجلان.

### مونتاج
- عبد الفتاح عبد الجليل.[6]

### ماكياج
- حافظ العادلي.[6]

### موسيقى تصويرية
- صبري الرماحي.[6]

### مدير الإنتاج
- مهدي الصفار.[6]